# (341826) Aurelbaier
(341826) Aurelbaier est un astéroïde de la ceinture principale.

## Description
(341826) Aurelbaier est un astéroïde de la ceinture principale. Il fut découvert le 10 janvier 2008 à l’Observatoire d'Épendes par Peter Kocher. Il présente une orbite caractérisée par un demi-grand axe de 3,14 UA, une excentricité de 0,27 et une inclinaison de 14,8° par rapport à l'écliptique.